# Heribert Gram
Heribert Gram (* 4. Februar 1909 in Selzthal; † 23. Dezember 1983 in Amstetten) war ein österreichischer Politiker (ÖVP). Er war von 1959 bis 1970 Abgeordneter zum Österreichischen Nationalrat.

## Leben
Gram besuchte vier Jahre die Volksschule und danach drei Klassen einer Bürgerschule. Er wechselte danach an die Fachschule für das Eisen- und Stahlgewerbe in Waidhofen an der Ybbs und trat in den Dienst der Firma Gebrüder Böhler & Co. 1927 wurde er Mitarbeiter der Ybbstalwerke, wobei er sich zum Oberwerkmeister hocharbeitete. Im politischen Bereich engagierte sich Gram zwischen 1927 und 1938 als Funktionär der Christlichen Gewerkschafter, nach dem Zweiten Weltkrieg wurde er Bezirksparteiobmann der ÖVP Waidhofen an der Ybbs. Zudem wirkte er als Landesobmann-Stellvertreter des Österreichischen Arbeiter- und Angestelltenbundes (ÖAAB) Niederösterreich und vertrat die ÖVP zwischen dem 9. Juni 1959 und dem 31. März 1970 im Nationalrat.

## Auszeichnungen
- 1969: Großes Silbernes Ehrenzeichen für Verdienste um die Republik Österreich[1]